# Los Canales (Atacama)
Los Canales es una localidad chilena ubicada en la Provincia del Huasco, Región de Atacama. De acuerdo a su población es una entidad que tiene el rango de caserío. Se ubica en la parte superior del Valle del Huasco.

## Historia
Esta localidad ubicada en las proximidades de San Félix, se desarrolló en torno al antiguo camino que unía a San Félix con Alto del Carmen por la parte norte del valle. 
Los Canales fue un antiguo asentamiento indígena de carácter agrícola, prueba de ello son los canales de riego que fueron reutilizados durante la colonia y los petroglifos ubicados en las proximidades.

## Turismo
La localidad de Los Canales posee varios callejones vecinales que comunicaban los distintos predios, a través del antiguo camino tropero que bordeaba el canal de riego. Este camino situado en la parte norte del valle hoy se encuentra en desuso, pero es posible realizar excursiones pedestres a través de acequias y canales de riego que bañan los predios ubicados en la falda norte del valle.
En esta localidad es posible acceder a un sitio arqueológico conocido como La Piedra del Indio, ubicado en las proximidades de una quebrada. Este sitio protegido por la Ley 17.288 como monumento arqueológico ha sufrido lamentablemente algunos actos de vandalismo en los últimos años. Desde este lugar se tiene una excelente vista hacia el valle, especialmente para tomar fotografías desde este interesante sitio ceremonial y patrimonio cultural del valle. 
En esta localidad existe tradición de tejidos a telar artesanales y producción de mermeladas locales.
La localidad de Los Canales se ubica entre La Majada y el poblado de San Félix.

## Accesibilidad y transporte
La localidad de Los Canales se encuentra ubicada a 1,1 kilómetros de San Félix a través de la Ruta C-489, por lo que es fácil realizar excursiones desde este último pueblo ya sea caminando, a caballo o en bicicleta. Los Canales se ubica a 22,2 km de Alto del Carmen.
Existe transporte público diario a través de buses de rurales desde el terminar rural del Centro de Servicios de la Comuna de Alto del Carmen, ubicado en calle Marañón 1289, Vallenar.
Si viaja en vehículo propio, no olvide cargar suficiente combustible en Vallenar antes de partir. No existen puntos de venta de combustible en la comuna de Alto del Carmen.
A pesar de la distancia, es necesario considerar un tiempo mayor de viaje, debido a que la velocidad de viaje esta limitada por el diseño del camino. Se sugiere hacer una parada de descanso en el poblado de Alto del Carmen y San Félix para hacer más grato su viaje.
El camino es transitable durante todo el año, sin embargo es necesario tomar precauciones en caso de eventuales lluvias en invierno.

## Alojamiento y alimentación
En la comuna de Alto del Carmen existen pocos servicios de alojamiento formales, es posible encontrar en el poblado de Alto del Carmen y en San Félix, se recomienda hacer una reserva con anticipación.
En las proximidades a Los Canales no hay servicios de campin, sin embargo se puede encontrar algunos puntos en la misma localidad y en La Majada.
Los servicios de alimentación son escasos, existiendo en San Félix algunos restaurantes.
En muchos poblados hay pequeños almacenes que pueden facilitar la adquisición de productos básicos durante su visita.

## Salud, conectividad y seguridad
La localidad de Los Canales cuenta con servicios de agua potable rural, electricidad y alumbrado público.
En San Félix se encuentra localizado un Retén de Carabineros de Chile y una Posta Rural dependiente del Municipio de Alto del Carmen.
En Los Canales, no hay servicio de teléfonos públicos rurales, sin embargo existe señal para teléfonos celulares.
El Municipio de Alto del Carmen cuenta con una red de radio VHF en toda la comuna en caso de emergencias.
En el poblado no hay servicio de cajeros automáticos, por lo que se sugiere tomar precauciones antes del viaje. Sin embargo, algunos almacenes de San Félix cuentan con servicio de Caja Vecina.